# Susanthika Jayasinghe
Susanthika Jayasinghe (em sinhala: සුසන්තිකා ජයසිංහ; em tâmil: சுசந்திகா ஜயசிங்ஹ) (Atnawala, 17 de dezembro de 1975) é uma antiga atleta do Sri Lanka, especialista em provas de 100 e 200 metros, tendo, nesta última, obtido a medalha de prata nos Jogos Olímpicos de Sydney, 2000.
Apesar de originária de uma modesta família do norte de Colombo, conseguiu dedicar-se à prática do atletismo. O seu primeiro grande resultado internacional foi o segundo lugar alcançado na final de 200 metros dos Jogos Asiáticos de 1994 em Hiroshima. Passados três anos, acabaria por confirmar o seu potencial obtendo uma nova medalha de prata, desta vez a nível mundial, nos Campeonatos Mundiais de 1997 em Atenas.

## Recordes pessoais
Outdoor
| Prova      | Tempo   | Data                   | Local    |
| ---------- | ------- | ---------------------- | -------- |
| 100 metros | 11,04 s | 9 de setembro de 2000  | Yokohama |
| 200 metros | 22,28 s | 28 de setembro de 2000 | Sydney   |

Indoor
| Prova      | Tempo   | Data                   | Local     |
| ---------- | ------- | ---------------------- | --------- |
| 60 metros  | 7,09 s  | 7 de fevereiro de 1999 | Estugarda |
| 200 metros | 22,99 s | 9 de março de 2001     | Lisboa    |